# Leclercera hponensis
Espèce
Leclercera hponensis est une espèce d'araignées aranéomorphes de la famille des Psilodercidae.

## Distribution
Cette espèce est endémique du Kachin en Birmanie. Elle se rencontre vers Putao à 2 806 m d'altitude.

## Description
Le mâle holotype mesure 2,30 mm et la femelle paratype 2,40 mm.

## Étymologie
Son nom d'espèce, composé de hpon[kanrazi] et du suffixe latin -ensis, « qui vit dans, qui habite », lui a été donné en référence au lieu de sa découverte, Hponkanrazi.

## Publication originale
- Chang & Li, 2020 : Thirty-one new species of the spider genus Leclercera from Southeast Asia (Araneae, Psilodercidae). ZooKeys, no 913, p. 1-87 (texte intégral).